# 杞武公
杞武公（？- 前704年），中國周朝春秋時期的杞國第5任君主，杞謀娶公之子，大禹的第40世孫，卒於前704年，在位共47年。